# Homa Bay
Homa Bay – miasto w Kenii, położone na południowym brzegu zatoki Winam jeziora Wiktorii. Leży u stóp góry Homa, w bliskości parku narodowego Ruma znanego z występujących tu antylop końskich oraz bawolców krowich. Według danych spisowych na rok 2019 liczy ok. 45 tys. mieszkańców.